# Dryopsis xfauriei
Dryopsis xfauriei là một loài thực vật có mạch trong họ Dryopteridaceae. Loài này được Holttum & P.J. Edwards miêu tả khoa học đầu tiên năm 1986.